# Tobias Fischer (Schauspieler)
Tobias Fischer (* 1984 in der Schweiz) ist ein Schweizer Schauspieler.

## Leben
Fischer schloss 2010 nach drei Jahren seine Ausbildung bei der EFAS (European Film Actor School) in Zürich ab. Mit der Revue Blue Jeans feierte er Ende 2011 seine Bühnenpremiere in Deutschland. Im Sommer 2011 endeten die Dreharbeiten zum Mystery-Thriller Tyfelstei in welchem er u. a. an der Seite von Walter Andreas Müller die Hauptrolle spielte. Tyfelstei ist seit April 2014 in ausgewählten Kinos zu sehen. Fischer konnte man auch neben Marco Rima und Bruno Cathomas in Achtung, fertig, WK! sehen, sowie in Traumland.
Mitte September 2013 endete die Produktion von summerträumli Das kleine Gespenst, bei welcher er – auch im Sommer 2014 – in drei verschiedenen Rollen zu sehen ist. Zuvor spielte er in der Schweizer Premiere des Stückes Villa Dolorosa unter Regie von Bettina Glaus den Andrej.

## Filmographie (Auswahl)
- 2014: Tyfelstei
- 2013: Achtung, fertig, WK!
- 2013: Traumland
- 2011: Verliebte Feinde